# Spes Nostra (Heule)
Het Spes Nostra Heule Instituut is een secundaire school gelegen in het centrum van de gemeente Heule, deelgemeente van de stad Kortrijk. De school wordt begrensd door de Heulse Kasteelstraat, Mellestraat en Koffiestraat.
Het Spes Nostra Instituut heeft twee administratieve scholen, Spes 1 (vroeger aso) en Spes 2 (vroeger tso-/bso), met elk hun eigen historiek. Vanaf 2017 werden de twee schoolnummers op pedagogisch vlak ingedeeld in drie pedagogische entiteiten, waarbij de adjunct-directeur van Spes 1 gemandateerd werd om een eerstegraadschool te leiden en de bovenbouwscholen verder geleid worden door de respectievelijke directeurs van Spes 1 en Spes 2. De school bestaat voortaan uit: een eerstegraadschool, 2/3de graad aso en 2/3de graad tso-bso.

## Geschiedenis
ASO
De aso-afdeling is ontstaan uit ‘le Pensionnat des Soeurs de Charité de Heule’ opgericht in 1841 door de congregatie van de Zusters van Liefde van Heule, zelf gesticht in 1838 door Agatha Lagae. Hier kwamen internen van verschillende leeftijden terecht. Meisjes van 14 jaar en meer kregen vanaf 1841 in hun klas een programma te verwerken dat het peil van het middelbaar onderwijs bereikte.
Bronnen vermelden dat dit programma theoretisch, praktisch en veelzijdig was, dat het ‘savoir vivre’ hoog op de lijst stond en dat aan de Franse taal een ruime plaats werd toebedeeld. De krant van 3 juli 1913 vermeldt over een feest dat gevierd werd in “het grootste onderwijsgesticht van gans ons bisdom”, verwijzend naar de viering van 75 jaar kloostergemeenschap.
De bouw van de vleugel in blok B (studiezaal en huidige speelzaal aso) was in 1914 nog niet helemaal voltooid. Een ploeg van 30 Duitse soldaten werkte de ruwbouw verder af en bracht er een lazaret in onder. Er werd tijdens de Eerste Wereldoorlog nauwelijks les gegeven. Pas in 1919 kwam het verstrekken van onderwijs weer op gang. Er waren toen 128 leerlingen. Ook de Tweede Wereldoorlog zorgde ervoor dat er geen regelmatige lessen meer gegeven werden.
Tussen 1930 en 1950 werd in het pensionaat het programma van het Bisdom Brugge gevolgd. Een opleiding in de handelsvakken bood toen aan de leerlingen de beste kansen tot werkgelegenheid. De oudste leerlingen van het Pensionaat werden dan ook klaargestoomd voor de examens uitgeschreven door de West-Vlaamse Jury voor Handel en Comptabiliteit en door de Diocesane Commissie voor Handelskennis. Leerlingen kregen dus een diploma voor boekhouden, dactylo- en stenografie. Leerlingen met muzikale aanleg konden meedoen aan de klavierexamens uitgeschreven door de West-Vlaamse Commissie voor Muziekonderwijs.
Pas in 1953 werd de school door de staat erkend en kregen de leraren een bezoldiging van de staat.
In de jaren vijftig zocht men een nieuwe naam voor het pensionaat. Aanvankelijk werd dit “Onze Lieve Vrouw ter Warande”. Enkele jaren later koos men samen met de tso-/bso-afdeling voor de gemeenschappelijke naam “Spes Nostra”. De statuten van “Spes Nostra” verschenen in het Staatsblad van 31 december 1955 onder het nummer 3.742.
De drie jaren ‘lagere cyclus’ van wat toen de ‘humaniora’ werd genoemd, heeft Spes Nostra doorlopen van 1956 tot 1959. Het schooljaar daarop begon het instituut te bouwen aan een ‘hogere cyclus’ met twee richtingen: de Wetenschappelijke B en de Economische. In het schooljaar 1961-1962 studeerden de eerste 11 leerlingen af die een volledige hogere cyclus hadden doorlopen. Spes Nostra bleef deze twee richtingen behouden tot het schooljaar 1982-1983, toen de V.S.O.-structuur werd ingevoerd. Die liet toe om ook richtingen met Latijn, wiskunde en meer wetenschappen in te richten. Vanaf de eenheidstructuur in het schooljaar 1989-1990 werden meest voorkomende aso-richtingen aangeboden: Economie-moderne talen, Economie-wiskunde, Latijn-wetenschappen, Latijn-wiskunde, Moderne talen-wetenschappen, Moderne talen-wiskunde.
Lange tijd werden alleen de lokalen in blok A gebruikt om les te geven, zowel op de benedenverdieping als op de eerste verdieping, waar tot in de jaren 70 op het einde van de gang een kapel gevestigd was. Tot 1980 bestond blok A uit een studiezaal (benedenverdieping), een speelzaal, een bibliotheek (1ste verdieping) en slaapzalen en slaapkamers voor de internen op de 1ste en 2de verdieping. Met het verdwijnen van de laatste internen naar het schooljaar 1980-1981 werden de slaapzalen omgevormd tot leslokalen en dit om een antwoord te bieden aan het sterk groeiende leerlingenaantal. Vergeten we ook niet te vermelden dat vanaf het schooljaar 1980-1981 ook jongens zich mochten inschrijven in de school. Het gemengd maken van het onderwijsaanbod en de komst van verschillende woonwijken in de periferie van Kortrijk verklaren ten dele de sterke aangroei van het leerlingenaantal vanaf de jaren ‘70.

TSO/BSO
Op het einde van de jaren dertig van vorige eeuw voelde men vanuit de Lagere Meisjesschool, afhankelijk van het Heulse klooster, de noodzaak om de meisjes na het 8ste studiejaar nog wat praktische vorming naaien en huishoudkunde mee te geven. In september 1940 startte Zuster Marie-Magda (Maria Matton) als lerares. De Lagere Meisjesschool bevond zich toen in de huidige blokken C en E. In blok C werd boven de benedenverdieping een 1ste en 2de verdieping gebouwd. Op de eerste verdieping kwamen de lokalen van de beroepsschool en op de tweede verdieping de internenkamertjes.
Door het wegvallen van het 7de en 8ste studiejaar van het lager onderwijs in 1957 nam de schoolbevolking duidelijk toe zodat de school nu over 6 leerjaren beschikte. Het werd evident dat meerdere mogelijkheden moesten aangeboden worden, vooral dan aan de leerlingen die meer theoretische kennis naast praktische vorming wilden verwerven. Aanvankelijk werd gekozen voor een tso-richting kleding naast de bestaande bso-richting tot in het 4de jaar, maar de naam en de faam van de school kwam er toen zuster Maria Vermeulen de hoger cyclus tso uitbouwde met de hoogwaardige en theoretisch niet te onderschatten richting "A2-elektriciteit". Naast de algemene vakken kregen de leerlingen theoretisch-technische vakken geschoeid op de industrieel wetenschappelijke. Daarnaast waren nog specifieke vakken zoals psychologie, omgangsvormen, Duits, Engels, verkoopspsychologie, enz. De toekomstmogelijkheden waren legio: demonstratrice, firmahostess, promotor, afdelingshoofd en A1-studies.
Door de verhuis van de lagere school naar de nieuwe gebouwen in 1962 kreeg de school een eigen entiteit. De democratisering deed haar intrede met directieraden en leerlingenraden.
Vanaf 1970 kwamen in de plaats van de religieuzen meer en meer leken lesgeven. De heer Nestor Six werd directeur in 1973. Het onderwijs werd nog meer aanschouwelijk, alhoewel ook de vorige directie hierin haar tijd ver vooruit was: er kwam een taallabo; er kwamen overheadprojectoren, diaprojectoren, cassetterecorders en televisietoestellen. Het leerlingenaantal steeg gestadig en dit in tegenstelling tot het aantal internen. Het internaat werd afgeschaft na het schooljaar 1980-1981.
Vanaf 1980 explodeerde het leerlingenaantal tot 422 in 1983 en dit door de fusie met de school in Gullegem, door de groeipool van Kortrijk als werk- en woongebied en door de verlenging van de leerplicht tot 18 jaar. De vernieuwing met de invoering van het V.S.O. in 1982 zorgde voor veel geëxperimenteer. Spes Nostra tso-bso was opvallend aanwezig op de West-Vlaamse Textieldagen in Kortrijk in ’88 en ’90. Er werden nieuwe richtingen aangeboden: in het tso legde men meer de nadruk op handel, boekhouden en informatica in de richting Handel en administratie enerzijds, en op sociale vaardigheden, koken, huishoudkunde en wetenschappen in de richting Sociaal-technisch anderzijds. Het kledingonderwijs in het tso werd aangepast aan de tijd door de aankoop van nieuwe machines en het invoeren van algemene en op kleding toegepaste informatica in de lessen. Ook konden de meer op talen en commercialiteit gerichte leerlingen aan bod komen in de richting Kantoor-verkoop . In 1989 startte men met de invoering van de eenheidstructuur.
Het leerlingenaantal bleef aangroeien tot het record van 480 in 1995. In de week van 3 juni 1996 werd voor de eerste keer door de staatsinspectie doorgelicht. Niettegenstaande het in gebruik nemen van zes nieuwe leslokalen op 2 juni 1989 in blok D, kampte de school hierdoor met een tekort aan lokalen. Door dit groeiende leerlingenaantal en door de instroom van leerlingen uit een rekruteringsgebied met een straal van 20 km rond de school (Moorsele, Marke, Lendelede, Kuurne en zelfs Harelbeke), werd ook de met de aanpalende aso-school gemeenschappelijke eetzaal duidelijk te klein. In 1995 werd gepoogd door het invoeren van een selfservice het leed wat te verzachten. In april 1998 werden de werken aangevat voor het bouwen van een tweede eetzaal, de huidige polyzaal in blok D. Het nut van die nieuwe zaal is echter polyvalent. Ze kan ook gebruikt worden als vergaderzaal, studiezaal, projectiezaal en via een vernuftig systeem kan ze zelfs omgetoverd worden tot 3 volwaardige klassen. In mei 1999 werd deze polyvalente zaal in gebruik genomen. Tijdens het schooljaar ‘97-‘98 werd onder impuls van Pieter Dhuyvetter gestart met een minionderneming. Mini-max vervaardigde schattige sleutelhangers, Max genaamd. Na vele selecties, behaalde de mini-onderneming uit zo'n 800 Belgische mini-ondernemingen samen met 3 Vlaamse en 3 Waalse de nationale finale in de Generale Bank in Brussel. Mini-Max behaalde evenwel niet de eerste prijs maar was toch heel tevreden met het resultaat.
Vanaf 2000 werd actief gezocht om de bouwoppervlakte van Spes Nostra uit te breiden door aanpalende panden aan te kopen. De bedoeling is om vanaf 2012 een volledig nieuw gebouw in te planten aan de hoek Heulse Kasteelstraat en Koffiestraat. Hier zouden schooloverstijgend de leerlingen van het 1ste jaar gehuisvest worden.
De leerlingen startten met een eigen radiozender, gevolgd door een tv-zender GroeningeTV. Die brengen reportages van schoolactiviteiten, maar ook van buitenschoolse activiteiten zoals cultuurevenementen. Een traditie in het eerste decennium van de 21e eeuw is ook het tweejaarlijkse muziekoptreden Spestival. Participatie en inspraak van de leerlingen, ouders en leraren neemt toe. Ook de vereniging voor oud-leerlingen ExSpes krijgt meer gestalte. De contacten tussen ouders en school worden versterkt door onder meer het blad Spesifiek.
Het aanbod van de tso-school richt zich momenteel vooral op twee componenten: de commerciële en de verzorgende. De richtingen Handel, Handel-talen, Verkoop en Secretariaat-talen spitsen zich vooral toe op informatica, talen en boekhouden. In de richting Sociale en technische wetenschappen ligt de nadruk vooral op praktisch-wetenschappelijke vakken en op sociale vakken. De interesse voor de richting Kleding kent een golfbeweging.
Naar één campus
Vanaf 2017 bij de opening van de nieuwbouw op de hoek van de Heulsekasteelstraat en de Koffiestraat wordt de school ingedeeld in drie pedagogische entiteiten met een eerstegraadsschool en bovenbouwschool aso en een bovenbouwschool tso/bso. Voortaan spreken we van doorstroomrichtingen (aso en tso) (D), dubbele finaliteitsrichtingen (alleen tso) (D/A) en arbeidsmarktrichtingen (A). Alle leerlingen van de 1ste 2 jaar zitten in een gebouwcomplex (Koffiestraat en Heulekasteelstraat). Vanaf het derde jaar zitten de leerlingen richtingen overstijgend in de gebouwen die aanleunen bij de Mellestraat. Zo heeft het schoolbeleid het fysieke onderscheid tussen aso enerzijds en tso/bso anderzijds weggewerkt en leerlingen samen gezet volgens leeftijd en niet langer volgens studiekeuze. Door de verdeling over verschillende complexen blijft de kleinschaligheid bewaard.
Het streven naar eenheid door het directieteam werd op 28 oktober Z022 bezegeld toen de school uitgeroepen werd tot Strafste School van Vlaanderen door jongerenzender MNM.
Volgende namen van directeurs zijn bekend:
Voor aso (vanaf 1841)
- Zuster Augustine (Virginie Nyffels) van … tot 1864
- Zuster Andrea (Julie De Brabandere) van 1877-1906
- Zuster Marie-Lucrèce (Marie Vyncke) van … tot 1922
- Zuster Marie-Lutgarde (Irma Van Coillie) van 1922 tot 1936
- Zuster Marie-Emmanuel (Marie Peene) van 1936 tot 1945
- Zuster Marie Grégoire (Maria Beel) van 1945 tot 1959
- Zuster Jeanne De Vlieghere van 1959 tot 1966
- Zuster Marguerite Strubbe van 1966 tot 1969
- Jacques Oosterlynck van 1969 tot 2000
- Stefaan Misschaert van 2000 tot 2006 (met Patrick Verfaillie als adjunct-directeur)
- Hilde Michels september 2006 tot december 2006 en Fabienne Criel januari 2007 tot juni 2007 beiden tijdelijk aangesteld
- Heidi Denys vanaf 2007

Voor tso/bso (vanaf 1940)
- Zuster Maria Vermeulen van 1940 tot 1973 (vanaf september 1970 was lerares Maria Matton directrice ad interim)
- Nestor Six van 1973 tot 2007
- Pieter Dhuyvetter vanaf 2007 (met adjunct-directeur Frederik Tack tot 2017)

Vanaf 2017
- Frederik Tack van 2017 tot 2022 1ste graad
- Lindsey Luyckx vanaf 2022 1ste graad

## Onderwijsaanbod

### Spes Nostra aso
- Klik hier voor het recente onderwijsaanbod

### Spes Nostra tso/bso
- Klik hier voor het recente onderwijsaanbod

## Organisatie
Sedert 1999 maken de Spes Nostra Instituten (Heule en Kuurne) deel uit van de scholengemeenschap Onze Lieve Vrouw van Groeninge, de grootste scholengemeenschap van Vlaanderen met om en bij de 10 000 leerlingen.
Het schoolbestuur besliste om vanaf 2007 de Heulse school te laten leiden door een driekoppig directieteam. Sindsdien profileert Spes Nostra Heule zich duidelijker als één campus met twee administratieve scholen en sedert 2017 drie pedagogische entiteiten. Vanaf mei 2022 is Geert Lemaire voorzitter van het schoolbestuur. Hij volgde zuster Annie Vandenberghe op en is de eerste leek die het schoolbestuur leidt.